# Sabine Grofmeier
Sabine Grofmeier (* 4. April 1973 in Marl) ist eine deutsche Klarinettistin der klassischen Musik. Sie tritt als Solistin im Bereich der Orchestermusik und als Kammermusikerin in Deutschland und in einigen anderen Ländern auf.

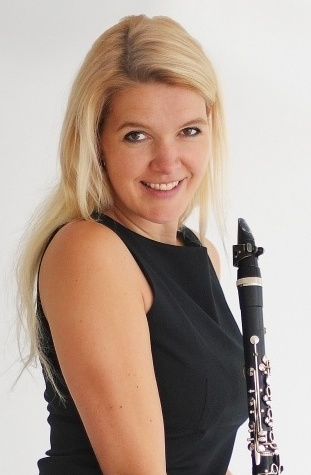
Sabine Grofmeier (2020)

## Leben
Sabine Grofmeier studierte von 1991 bis 1996 Klarinette bei Hans-Dietrich Klaus und Frits Hauser an der Hochschule für Musik Detmold und schloss ihr Studium als Diplommusiklehrerin ab. Von 1996 bis 1999 studierte sie bei Stefan Schilling an der Universität für Musik und darstellende Kunst Graz, wo sie 1999 die Künstlerische Reifeprüfung ablegte. Es folgten weitere Studien bei Eduard Brunner an der Hochschule für Musik Saar. Des Weiteren besuchte sie Meisterkurse bei unter anderem Sabine Meyer, Wolfgang Meyer und Ralph Manno. 1996 erhielt sie den Förderpreis der Gesellschaft zur Förderung der westfälischen Kulturarbeit in Münster; sie war Stipendiatin der Stiftung Villa Musica des Landes Rheinland-Pfalz, der Richard-Wagner-Gesellschaft, der Schwetzinger Festspiele und des Deutschen Akademischen Austauschdienstes (DAAD).
Als Soloklarinettistin konzertierte Grofmeier unter anderem mit der Jungen Deutschen Philharmonie, der Philharmonie der Nationen und der Klassischen Philharmonie Bonn unter Dirigenten wie Hans Zender, Justus Frantz und Semjon Bytschkow.
In der Nähe von Kaiserslautern begründete Grofmeier die Kammermusikreihe Diemersteiner Konzertreihe. Sie lebte viele Jahre auf Mallorca und leitete dort das Internationale Musikfestival Capdepera.
Als Solistin gastierte Sabine Grofmeier u. a. Hamburg Musikhalle (Laeiszhalle), Bremen Glocke, Berlin Konzerthaus am Gendarmenmarkt, Hannover Großer NDR-Sendesaal, Bielefeld Rudolf-Oetker-Halle, Karlsruhe Kongresszentrum, Nürnberg Meistersingerhalle, Bonn Beethovenhalle, Stuttgart Liederhalle, München Herkulessaal der Residenz. Ihre Konzerttätigkeit als Kammermusikerin, Solistin und Dozentin führten die Klarinettistin bisher durch Deutschland, Österreich, Schweiz, Israel, England, Spanien, Schweden, Türkei, Kosovo, Frankreich, Australien und Südamerika.
Grofmeier lehrte als Dozentin unter anderem am Villa Denis Stiftungshaus der Technischen Universität Kaiserslautern und am Joseph Joachim Konservatorium Dortmund. Vom Goethe-Institut Mexiko wurde sie wiederholt nach Zentral- und Südamerika eingeladen, um dort bei einer Orchesterakademie Meisterklassen für junge Musiker zu leiten, wie 2012 beim Zentralamerikanischen Jugendorchester in El Salvador.
Als Solistin spielte sie neben bekannten Werken von zum Beispiel Mozart, Schumann oder Weber auch einige Raritäten auf Tonträger ein. Dazu zählen unter anderem Klarinettenstudien von Carl Baermann und das zuletzt eingespielte Klarinettenkonzert von Ignaz Josef Pleyel. Außerdem zeichnete der Rundfunksender WDR3 im Januar 2016 live ein Kammerkonzert aus der Reihe „concerto discreto“ mit Grofmeier auf.
Grofmeier lebt heute in Hamburg.

## Diskografie
- Berg, Fromm-Michaels, Messiaen, Schumann & von Weber. Mit Tra Nguyen, Klavier (Verlag GWK Münster; 2007)[3]
- Sabine Grofmeier – Clarinet Tales: Schumann Romanzen op. 94, Weber Silvana Var. op. 33, Winding, Reinecke, Reissiger. Mit Tra Nguyen, Klavier (ARS Production; 2010)
- Baermann: Complete Studies for Clarinet, op. 64. Mit Ulugbeg Palvanov, Klavier (Menuetto Classics; 2015)